# Wolf Rüdiger Hess
Pour les articles homonymes, voir Hess.
Wolf Rüdiger Hess (en allemand Heß), né le 18 novembre 1937 à Munich et mort le 24 octobre 2001 dans la même ville, est un architecte allemand. Il est le fils unique de Rudolf Hess, haut dignitaire allemand sous le Troisième Reich et d'Ilse Pröhl. Il est le filleul d'Adolf Hitler.

## Biographie
Wolf Rüdiger connut très peu son père qui fut prisonnier en Grande-Bretagne de 1941 à 1945 puis incarcéré par les alliés à la prison de Berlin-Spandau de 1945 à 1987. 
En 1989, soit deux ans après la mort de son père, Wolf Rüdiger déclenche une polémique en publiant un livre (La mort de Rudolf Hess… un meurtre exemplaire) défendant que celui-ci ne se serait pas suicidé mais aurait été victime d'un meurtre orchestré par les autorités britanniques. Selon lui, âgé de 93 ans et rongé par l'arthrite, Rudolf Hess aurait eu du mal à se hisser seul et se pendre. 
De 1988 à sa mort, Wolf Rüdiger est le premier président de la Rudolf-Heß-Gesellschaft e.V, société défendant l'image de Rudolf Hess et cherchant à élucider les causes de sa mort. En 1992, la société est forte de 500 adhérents.
En 2011, les restes de son père sont exhumés, incinérés et dispersés, afin de mettre un terme aux pèlerinages nazis sur sa sépulture. 
Il a trois enfants dont Wolf Andrea, né en 1979 et condamné pour incitation à la haine raciale et propos négationnistes diffusés sur Internet, niant l'existence de chambres à gaz dans le camp nazi de Dachau.